# Kőkapronca
Kőkapronca (horvátul: Kamengrad) egy várhely Horvátországban, a Kaproncához tartozó Starigrad határában.

## Fekvése
Kőkapronca várának maradványai a várostól 7 km-re délre az erdővel borított Zakleti dombon állnak.

## Története
A település déli részén emelkedő Zakleti bregen (azaz Eskü-dombon) már a 13. században állt Kőkapronca, vagy más néven Kővár vára, melyet 1272-ben "castrum Kopurnycha" néven említenek először. A vár 1272-ben nevezetes ostromot állt ki. V. István király hadai ostromolták sikertelenül a lázadó Gutkeled Joachim szlavón bán híve, Vid fia Bachaler ispán által védett várat. A lázadók ugyanis itt tartották fogva az elrabolt trónörököst, az akkor tízéves Lászlót. A király az ostromlott vár alól már betegen tért haza, majd néhány hét múlva meghalt. A vár a Buda felől Zágrábba tartó fontos kereskedelmi és hadiutat ellenőrizte és ebben az időben a Drávától délre eső első fontosabb útmenti erősség volt. 1446-ban a Hunyadiak és a Cilleiek közötti hatalmi harcok áldozata lett, Hunyadi János romboltatta le és már nem építették újjá.

## A vár mai állapota
A régészeti feltárás 1982-ben indult meg, mely során a domb fennsíkjának a vár által egykor elfoglalt részét megtisztították. A várfal a keleti oldalon mintegy 50 méter hosszúságban maradt meg. A központi platón a vár alapfalainak szerény maradványait tárták fel. A régészeti leletek között számszeríj nyílhegy, sarkantyú, több használati tárgy, fenőkő, kalapács, olló és vasszegek kerültek elő. Utóbbiak azt igazolják, hogy a vár faépítményeit vasszegekkel erősítették össze. Délnyugati oldalán még jól kivehető az egykori árok nyomvonala. A vár teljes szerkezetének megállapításához még további régészeti feltárásra van szükség.